# گوین (بافت)
گوبین روستایی از توابع بخش مرکزی شهرستان بافت در استان کرمان ایران است.
مردم این روستا از دو طایفه میرحبیب‌لو و آقاجانلو ایل افشار هستند و  ترکی را با لهجه افشاری  که به ترکی قشقایی شبیه است صحبت می‌کنند.
گوبین از خنک‌ترین نقاط ایران در تابستان است و در گرمترین روزهای تابستان نیازی به کولر و پنکه در خانه‌های این روستا نیست. فاصله گوبین با کوه لاله زار حدود ۲۲ کیلومتر است.

## جمعیت
این روستا در دهستان گوغر قرار دارد و براساس سرشماری مرکز آمار ایران جمعیت آن ۲۵۶ نفر (۶۳خانوار) بوده است.